# روب هيرتل
روب هيرتل (بالإنجليزية: Rob Hertel)‏ هو لاعب كرة قدم أمريكية أمريكي، ولد في 21 فبراير 1955 في مونتيبيلو في الولايات المتحدة.

## وصلات خارجية
- روب هيرتل على موقع مرجع كرة القدم المحترفة.كوم (الإنجليزية)